# Bupleurum falcatum
La hierba gitana  (Bupleurum falcatum) es una especie de planta de la familia de las apiáceas.

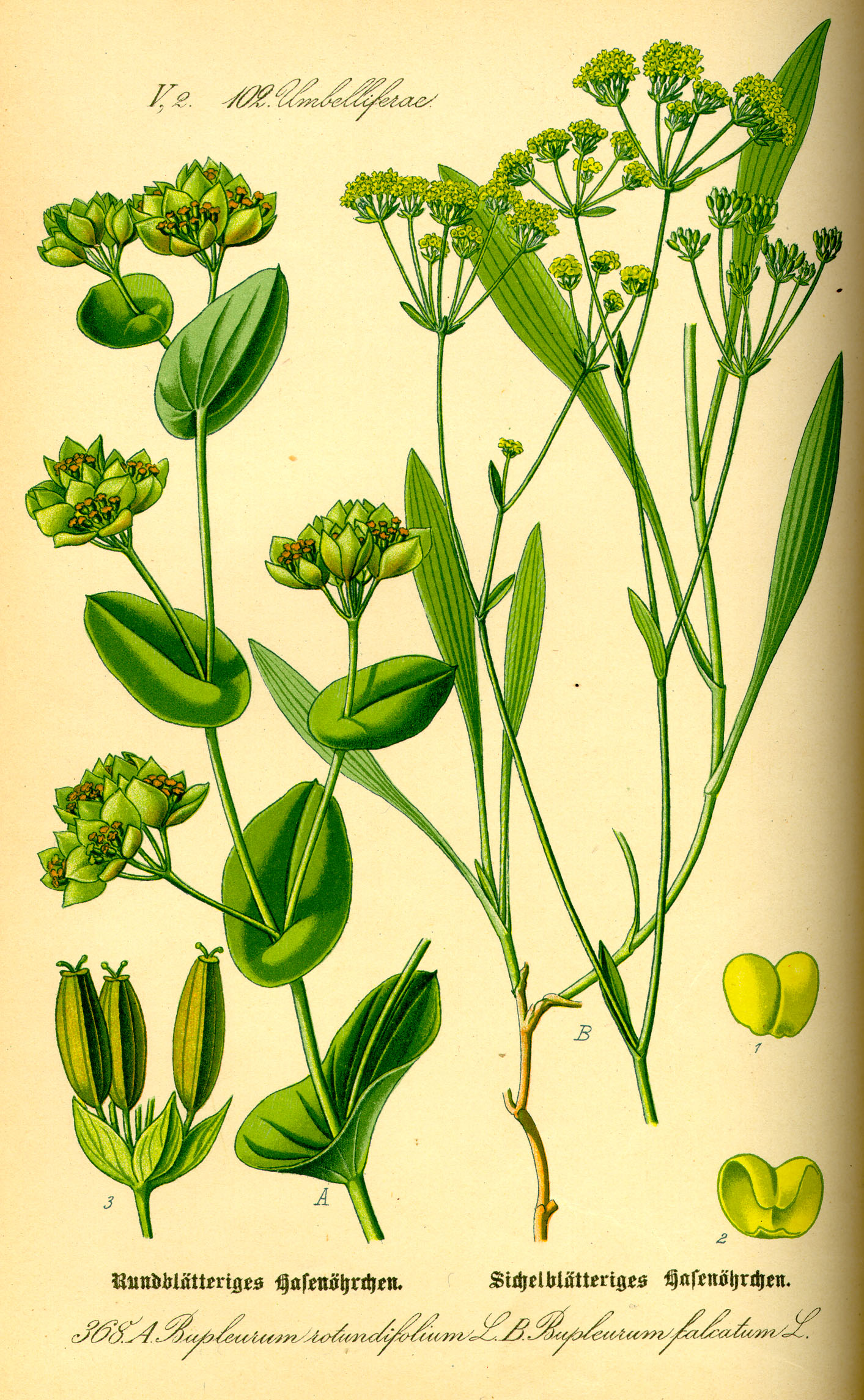
Ilustración

## Descripción
Planta generalmente delgada, erecta, vivaz, de hasta 1 m, de hojas elípticas a oblongas distintivamente pecioladas con 5-7 nervios; hojas superiores lanceoladas, a menudo falciformes, semiabrazadoras. 3-15 radios primarios, delgados, con 2-5 brácteas lanceoladas, muy desiguales; 5 bractéolas, estrechas, lanceoladas, desiguales. Pétalos amarillos. Fruto ovoide, de hasta 6 mm, con crestas tenues aladas. Especie variable. Florece en verano y otoño.

## Hábitat
Campos, setos, tierras baldías.

## Distribución
Sur, centro y este de Europa y oeste de Asia.

## Propiedades
Bupleurum falcatum se ha utilizado en la medicina tradicional china durante más de 2.000 años como un "tónico hepático.".

## Taxonomía
Bupleurum falcatum fue descrita por (Carlos Linneo)  y publicado en Flora Altaica 1: 349. 1829.
Etimología
Bupleurum: nombre genérico que deriva de dos palabras griegas bous y pleurón, que significa "buey" y "costa". Probable referencia a las ranuras longitudinales de las hojas de algunas especies del género. Este nombre fue usado por primera vez por Hipócrates y, de nuevo, en tiempos relativamente modernos, por Tournefort y Linneo.
falcatum: epíteto latino que significa "con forma de hoz".
Sinonimia
- Bupleurum baldense Host
- Bupleurum oppositifolium Lapeyr.
- Bupleurum woronowii Manden.
- Bupleurum rotundifolium Sm. in Sibth. & Sm.
- Bupleurum parnassicum Halácsy
- Bupleurum olympicum Boiss.[5]

## Nombres comunes
- Castellano: hierba de la gitana, manzanilla de puerto, manzanilla fuerte, oreja de liebre, yerba de la gitana.[6]